# REVSTAR

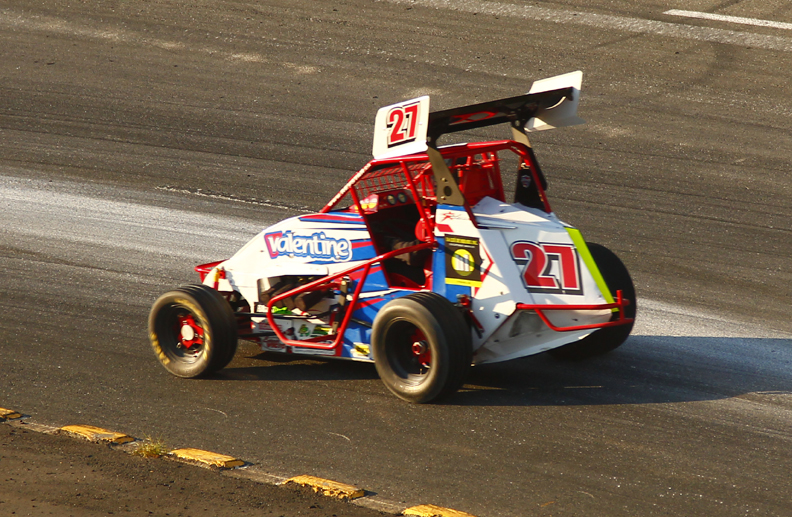
SPEED STR - Photo Paul-Émile Poulin-Jacques

REVSTAR (pour REVolution d’une voiture Spec où la Technologie est Abordable pour le Racing) est une organisation de course automobile québécoise fondée en 2009 par les pilotes Carl Labonté et Martin Roy jr qui chapeaute deux séries de voitures de type « open wheel » ou « modifié », la première avec des voitures Speed STR, et la deuxième « Slingshot », toutes deux provenant du manufacturier américain Speedway Entertainment. REVSTAR a son siège social à Saint-Cyrille-de-Wendover.

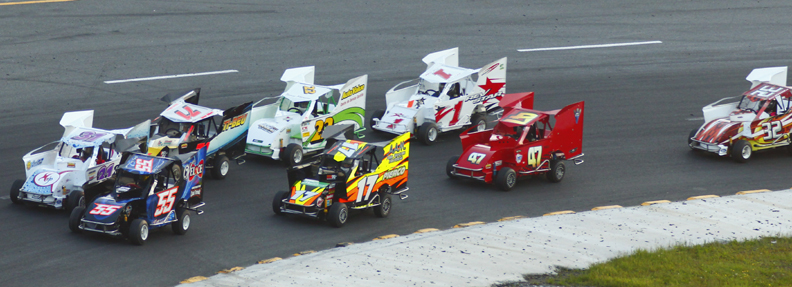
Slingshot à l'Autodrome Chaudière le 22 juin 2013 - Photo Paul-Émile Poulin-Jacques

Le but de cette organisation de course automobile est de permettre aux compétiteurs de pouvoir s’adonner à leur sport favori avec un budget relativement modeste. De plus, ces deux types de voitures peuvent aussi bien courir sur des pistes ovales asphaltées ou en terre battue, sur la glace ou sur circuit routier.
Les voitures Speed STR sont les plus rapides alors que les « Slingshot » sont plus petites et un peu moins rapides. Elles sont surtout destinées au développement et plusieurs très jeunes pilotes, parfois aussi jeunes que 12 ans, les conduisent.
En 2013, les équipes REVSTAR se produisent notamment aux autodromes St-Eustache, Chaudière, Granby, Drummond, au Circuit Riverside Speedway Ste-Croix, RPM Speedway de Saint-Marcel, Cornwall Speedway en Ontario et au Grand Prix de motoneige de Valcourt. Des courses ont également lieu aux États-Unis